# Sülüntepe (Pendik)
Sülüntepe est un quartier du district de Pendik de la métropole d'Istanbul.